# Hrabstwo Madison (Idaho)
Hrabstwo Madison (ang. Madison County) – hrabstwo w stanie Idaho w Stanach Zjednoczonych. Obszar całkowity hrabstwa obejmuje powierzchnię 473,36 mil² (1226 km²). Według szacunków United States Census Bureau w roku 2009 miało 38 440 mieszkańców. Jego siedzibą administracyjną jest Rexburg.
Hrabstwo założono 18 lutego 1913 r. Nazwa pochodzi od nazwiska prezydenta USA Jamesa Madisona. Pierwszymi osadnikami na tym obszarze były mormońskie rodziny z Utah.

## Miejscowości
- Rexburg
- Sugar City